# Mỹ Long Bắc
Mỹ Long Bắc là một xã cũ thuộc huyện Cầu Ngang, tỉnh Trà Vinh, Việt Nam.

## Địa lý
Xã Mỹ Long Bắc có vị trí địa lý:
- Phía đông giáp thị trấn Mỹ Long và Sông Cổ Chiên
- Phía tây giáp xã Mỹ Hòa
- Phía nam giáp xã Mỹ Long Nam
- Phía bắc giáp xã Vinh Kim.

Xã Mỹ Long Bắc có diện tích 60,39 km², dân số năm 2019 là 7.955 người, mật độ dân số đạt 132 người/km².

## Hành chính
Xã Mỹ Long Bắc được chia thành 6 ấp: Hạnh Mỹ, Bến Cát, Bến Kinh, Mỹ Thập, Nhứt A, Bến Đáy B.

## Lịch sử
Ngày 2 tháng 3 năm 1998, Chính phủ Việt Nam ban hành Nghị định số 13/1998/NĐ-CP về việc chia xã Mỹ Long thành hai xã Mỹ Long Nam và Mỹ Long Bắc.
Xã Mỹ Long Bắc có 6.039,3 ha diện tích tự nhiên và 9.684 nhân khẩu.